# Johnson Hall
Johnson Hall var privatbostad för sir William Johnson och högkvarter för det Brittiska Indiandepartementets norra avdelning, i Johnstown, New York.
I februari 1763 påbörjades arbetena på ett residens som skulle motsvara William Johnsons ställning som Mohawk Valleys mest betydande jordägare och köpman och Indiandepartementets ledande ämbetsman. Ett hus i georgiansk stil uppfördes i trä med paneler som efterliknade en stenbyggnad. Johnson Hall blev centrum i det gods Johnson byggt upp, med kvarn, smedja, handelsbod för indianer, ladugård, lador och andra uthus. Oftast vimlade det av irokeser.  
Sir William dog på Johnson Hall 1774, under en konferens med sina mohawkiska allierade. Herrgården övergick till den äldste sonen, som var lojalist under det amerikanska frihetskriget och tvingades fly till Kanada. Johnson Hall konfiskerades av staten New York 1779 och såldes på auktion. Herrgården var en privatbostad till 1906 då den inköptes av delstaten, som ett historiskt minnesmärke.  
Innan han lät bygga Johnson Hall bodde sir William på det närbelägna Fort Johnson. 